# Goura
Goura Stephens, 1819 è un genere di uccelli della famiglia dei Columbidi.

## Descrizione
Le gure, dette anche «colombe coronate», sono i Columbidi più grandi. Raggiungono la grandezza di un'oca e misurano fino a 85 cm di lunghezza; hanno il corpo abbastanza grosso: il loro aspetto generale dà un'impressione di pesantezza. Le femmine sono un po' più piccole dei maschi. Le zampe massicce, ricoperte di scaglie, denotano un perfetto adattamento alla vita terrestre e alla corsa. Il collo è più lungo rispetto a quello degli altri colombi e la testa è sormontata da una corona, assai caratteristica, composta di finissime piume, larghe e di effetto veramente bello.
Vi sono tre specie distinte di gure, che si differenziano per taluni caratteri. La gura di Vittoria ha il ciuffo in testa grigio-azzurro, il dorso grigio scuro o nero e il petto bruno-rosso vino, scuro. La gura occidentale, che è la specie più comunemente importata nei giardini zoologici europei, ha il ciuffo grigio-azzurro, il dorso parzialmente bruno, come la parte superiore delle ali, e il petto blu-grigiastro. La terza specie, la gura meridionale, che sembra la più rara, ha il ciuffo orlato di bianco, le ali parzialmente brune e il petto e il ventre bruni.

## Distribuzione e habitat
Tutte le gure sono proprie della Nuova Guinea e delle isole adiacenti. La gura occidentale vive nel Papua Occidentale; la gura meridionale è limitata alla Nuova Guinea meridionale; la gura di Vittoria si trova nella regione settentrionale della Nuova Guinea e nella vicina isola di Yapen.
Le gure sono uccelli di foresta che non si allontanano mai dal loro particolare ambiente naturale. Non s'incontrano nelle zone di montagna; vivono nelle pianure costiere e nelle regioni basse, dove regnano umidità e calore costanti. Prediligono, in modo particolare, le giungle molto umide e le mangrovie attorno agli estuari dei corsi d'acqua. Raramente si vedono gure sulle colline e sui primi contrafforti delle montagne.

## Biologia

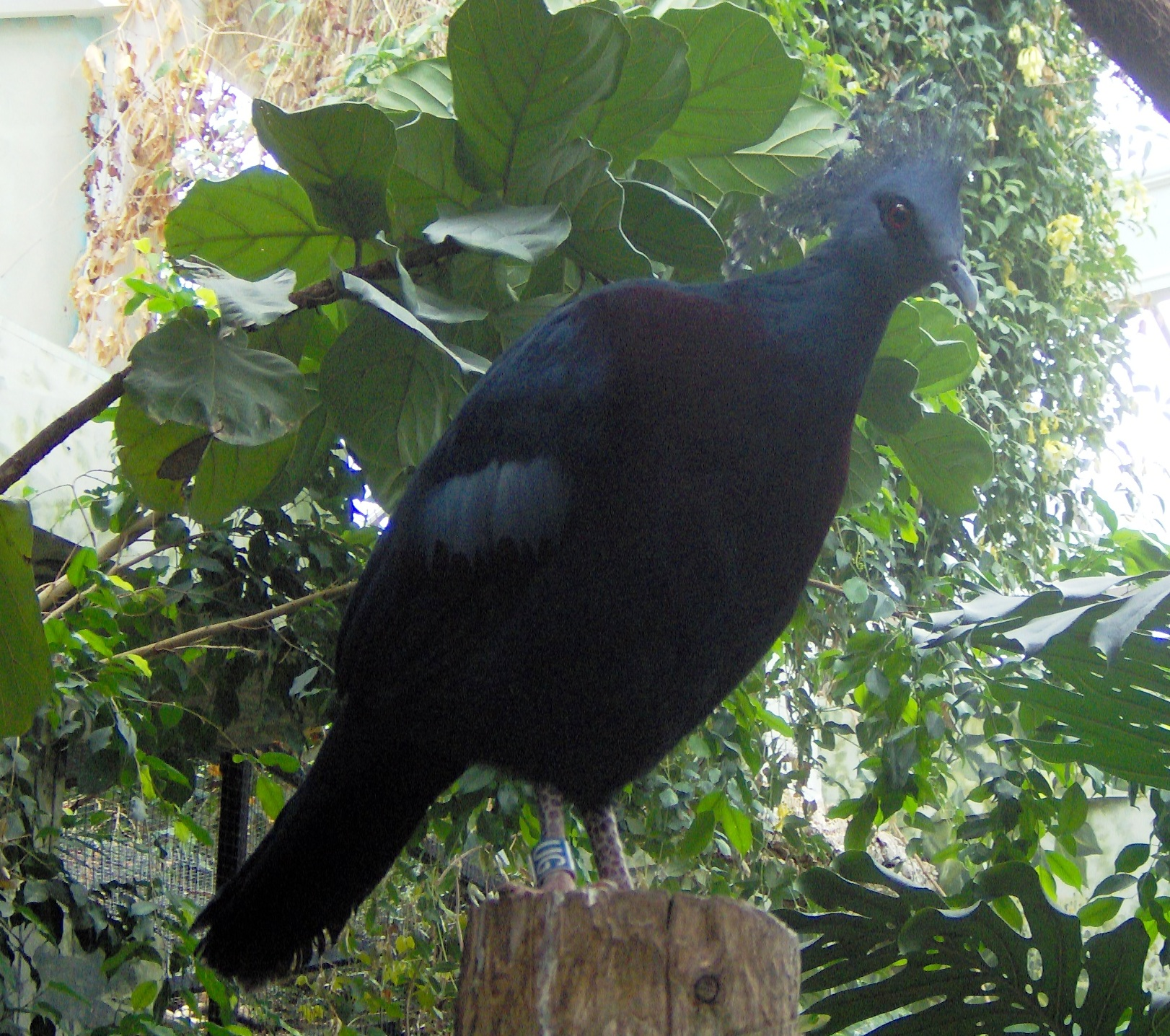
Gura meridionale.

Queste grosse colombe sono socievoli; vivono in gruppi da cinque a quindici. Raramente si riesce a scorgerle quando si spostano tra l'alto fogliame, dove la densità della vegetazione le nasconde alla vista. Generalmente si vedono quando ricercano il cibo a terra, sui banchi di fango rimasti scoperti dalla bassa marea o, più di rado, quando beccano frutti e semi a terra, nella giungla. Difatti le gure passano la maggior parte del giorno a terra, dove si spostano dondolandosi alla maniera delle anatre. Tuttavia, nonostante la loro pesantezza, le gure sono uccelli vivaci, dai movimenti niente affatto sgraziati. Quando sono molestate da un intruso, oppure impaurite per l'inattesa presenza di un predatore, le gure si alzano in volo, facendo molto rumore, per raggiungere i rami più alti, dove vanno ad appollaiarsi, imprimendo al volo un bilanciamento ritmato dal basso in alto. Il rumore che fanno volando è prodotto dai battiti delle ali, a somiglianza delle altre specie di colombi. Sembrano d'altronde abbastanza restie ad alzarsi in volo e spesso l'osservatore può accostarsi molto vicino, prima che si decidano a fuggire di malavoglia. D'altro canto, le gure corrono con grande rapidità sul terreno. Nelle regioni abitate, gli indigeni hanno decimato le gure, perché questi uccelli costituiscono un bersaglio molto facile per le frecce, e la loro carne saporita è molto apprezzata dalle popolazioni autoctone.
Le gure costruiscono un nido voluminoso, fatto di brocchi e ramoscelli. Esse generalmente scelgono la parte centrale di una felce arborescente o una forcella d'albero, a cinque-dieci metri dal suolo. La femmina depone un solo uovo, dal guscio bianco. L'incubazione dura da 28 a 29 giorni. Il piccolo è nutrito dalla madre, che rigurgita gli alimenti del gozzo, come fanno gli altri colombi e i pappagalli, e comincia ad allontanarsi dal nido dopo 35-40 giorni.

## Tassonomia
|  | Gura di Sclater (Goura sclaterii) |
|  |                                   |
|  | Gura occidentale (Goura cristata) |
|  |                                   |

|  | Gura meridionale (Goura scheepmakeri) |
|  |                                       |
|  | Gura di Vittoria (Goura victoria)     |
|  |                                       |

|  | Gura di Sclater (Goura sclaterii) |
|  |                                   |
|  | Gura occidentale (Goura cristata) |
|  |                                   |

|  | Gura meridionale (Goura scheepmakeri) |
|  |                                       |
|  | Gura di Vittoria (Goura victoria)     |
|  |                                       |

da J. Bruxaux et al, 2018
Il genere Goura comprende quattro specie:
- Goura cristata (Pallas, 1764) - gura occidentale
- Goura scheepmakeri Finsch, 1876 - gura meridionale
- Goura sclaterii Salvadori, 1876 - gura di Sclater
- Goura victoria (Fraser, 1844) - gura di Vittoria

Da uno studio molecolare condotto sul genoma mitocontriale e parte del nucleare di 39 individui, si evidenzia come il genere Goura sia monofiletico e comprenda quattro specie ben distinte tra loro. Lo studio mostra inoltre come il genere abbia subito una prima diversificazione intorno a 5,73 Ma  andando a costituire due sister groups, uno con Goura cristata e Goura sclaterii, e un secondo comprendente Goura victoria e Goura scheepmakeri; dato che non solo conferma la differenza tra la gura di Sclater e la gura meridionale, precedentemente considerata un'unica specie, mostra anche come specie con areali vicini o adiacenti siano filogeneticamente distanti.